# Discografia de Bee Gees
Está é a discografia dos Bee Gees, com os discos da banda e de seus membros de maneira solo, incluídos os discos não-lançados, as trilhas sonoras e os DVDs.

## Álbuns

### Álbuns de estúdio
| Ano  | Álbum | Melhor Posição | Melhor Posição | Melhor Posição | Melhor Posição | Melhor Posição | Melhor Posição | Melhor Posição | Melhor Posição | Vendagem    | Certificação                                                                |   |
| Ano  | Álbum | RUN            | EUA            | ALE            | AUS            | CAN            | ESP            | ITA            | Outras         | Vendagem    | Certificação                                                                |   |
| ---- | --- | -------------- | -------------- | -------------- | -------------- | -------------- | -------------- | -------------- | -------------- | ----------- | --------------------------------------------------------------------------- | - |
| 1965 | The Bee Gees Sing and Play 14 Barry Gibb Songs - Lançamento: Novembro de 1965 - Formato: LP (só ) - Gravadora: Leedon Records, Calendar Records | —              | —              | —              | —              | —              | —              | —              | —              | (?)         | —                                                                           |   |
| 1966 | Spicks and Specks - Lançamento: Novembro de 1966 - Formato: LP (só ) - Gravadora: Spin Records                                                  | —              | —              | —              | —              | —              | —              | —              | —              | (?)         | —                                                                           |   |
| 1967 | Bee Gees' 1st - Lançamento: 14 de Julho de 1967 - Formato: LP, CD (1985), 2xCD (com bônus) (2007) - Gravadora: Polydor Records                  | 8              | 7              | 4              | 10             | —              | —              | —              | 2              | 1.500.000+  | —                                                                           |   |
| 1968 | Horizontal - Lançamento: 26 de Janeiro de 1968 - Formato: LP, CD (1990), 2xCD (com bônus) (2007) - Gravadora: Polydor Records                   | 16             | 12             | 1              | 8              | —              | —              | 3              | 1              | 1.200.000+  | —                                                                           |   |
| 1968 | Idea - Lançamento: Setembro de 1968 - Formato: LP, CD (1989), 2xCD (com bônus) (2007) - Gravadora: Polydor Records                              | 4              | 17             | 3              | 8              | 10             | —              | 7              | 4              | 1.400.000+  | —                                                                           |   |
| 1969 | Odessa - Lançamento: 17 de Janeiro de 1969 - Formato: 2xLP, CD (1993), 3xCD (com bônus) (2009) - Gravadora: Polydor Records                     | 10             | 20             | 4              | 13             | 7              | 3              | 20             | 5              | 1.200.000+  | —                                                                           |   |
| 1970 | Cucumber Castle - Lançamento: Abril de 1970 - Formato: LP, CD (1989) - Gravadora: Polydor Records                                               | -              | 57             | 94             | 36             | 10             | 37             | —              | 9              | —           | 200.000+                                                                    | — |
|      | 2 Years On - Lançamento: Novembro de 1970 - Formato: LP, CD (1989) - Gravadora: Polydor Records                                                 | —              | 32             | —              | 22             | 22             | —              | —              | 93             | 400.000+    | —                                                                           |   |
| 1971 | Trafalgar - Lançamento: Setembro de 1971 - Formato: LP, CD (1989) - Gravadora: Polydor Records                                                  | —              | 34             | —              | 8              | 17             | 9              | 3              | —              | 500.000+    | —                                                                           |   |
| 1972 | To Whom It May Concern - Lançamento: Outubro de 1972 - Formato: LP, CD (1988) - Gravadora: Polydor Records                                      | —              | 35             | —              | 13             | 50             | 6              | 10             | 53             | 350.000+    | —                                                                           |   |
| 1973 | Life in a Tin Can - Lançamento: 1º de Março de 1973 - Formato: LP, CD (1993) - Gravadora: RSO Records                                           | —              | 69             | —              | 19             | 54             | 22             | 10             | —              | 200.000+    | —                                                                           |   |
| Ano  | Álbum | Melhor Posição | Melhor Posição | Melhor Posição | Melhor Posição | Melhor Posição | Melhor Posição | Melhor Posição | Melhor Posição | Vendagem    | Certificação                                                                |   |
| Ano  | Álbum | RUN            | EUA            | ALE            | AUS            | CAN            | ESP            | ITA            | Outras         | Vendagem    | Certificação                                                                |   |
| 1974 | Mr. Natural - Lançamento: 13 de Maio de 1974 - Formato: LP, CD (1993) - Gravadora: RSO Records                                                  | —              | 178            | —              | 20             | —              | —              | —              | —              | 95.000+     | —                                                                           |   |
| 1975 | Main Course - Lançamento: Junho de 1975 - Formato: LP, CD (1988) - Gravadora: RSO Records                                                       | —              | 14             | 29             | 29             | 1              | 8              | —              | 23             | 2.400.000+  | RIAA: Ouro Music Canada: 2× Platina                                         |   |
| 1976 | Children of the World - Lançamento: 1º de Setembro de 1976 - Formato: LP, CD (1989) - Gravadora: RSO Records                                    | —              | 8              | 36             | 16             | 3              | —              | 7              | 6              | 3.200.000+  | RIAA: Platina Music Canada: Platina                                         |   |
| 1979 | Spirits Having Flown - Lançamento: 26 de Janeiro de 1979 - Formato: LP, CD (1989) - Gravadora: RSO Records                                      | 1              | 1              | 1              | 1              | 1              | 1              | 1              | 1              | 22.000.000+ | Music Canada: 5× Platina BPI: Platina RIAA: Platina Outras Certificações... |   |
| 1981 | Living Eyes - Lançamento: Outubro de 1981 - Formato: LP, CD (1983) - Gravadora: RSO Records                                                     | 73             | 41             | 37             | 30             | 32             | 4              | 8              | 6              | 1.250.000+  | Music Canada: Platina IFPI HK: Ouro PROMUSICAE: Ouro                        |   |
| 1987 | E·S·P - Lançamento: Setembro de 1987 - Formato: LP, CD - Gravadora: Warner Bros. Records                                                        | 5              | 96             | 1              | 25             | 85             | 32             | 13             | 1              | 3.000.000+  | IFPI SUI: 2× Platina BPI: Platina BVMI: Platina Outras Certificações...     |   |
| 1989 | One - Lançamento: Abril de 1989 - Formato: LP, CD - Gravadora: Warner Bros. Records                                                             | 29             | 68             | 4              | 29             | 46             | —              | 29             | 6              | 1.300.000+  | ARIA: Ouro SNEP: Ouro BVMI: Ouro IFPI SUI: Ouro                             |   |
| 1991 | High Civilization - Lançamento: Março de 1991 - Formato: LP, CD - Gravadora: Warner Bros. Records                                               | 24             | —              | 2              | —              | —              | —              | —              | 4              | 1.100.000+  | BVMI: Platina IFPI SUI: Platina IFPI AUT: Ouro                              |   |
| 1993 | Size Isn't Everything - Lançamento: Setembro de 1993 - Formato: LP, CD - Gravadora: Polydor                                                     | 23             | 153            | 12             | —              | —              | —              | 28             | 1              | 750.000+    | BPI: Ouro                                                                   |   |
| 1997 | Still Waters - Lançamento: 10 de Março de 1997 - Formato: CD, CD com bônus (1997/2006) - Gravadora: Polydor                                     | 2              | 11             | 2              | 4              | 11             | 24             | 16             | 1              | 5.000.000+  | RIANZ: 3× Platina ARIA: 2× Platina RIAA: 2× Platina Outras Certificações... |   |
| 2001 | This Is Where I Came In - Lançamento: 2 de Abril de 2001 - Formato: CD, CD com bônus (2001/2006) - Gravadora: Universal Music Group             | 6              | 16             | 3              | 16             | 10             | 29             | 41             | 1              | 1.200.000+  | RIANZ: Platina BPI: Ouro KMCIA: Ouro Outras Certificações...                |   |
| Ano  | Álbum | RUN            | EUA            | ALE            | AUS            | CAN            | ESP            | ITA            | Outras         | Vendagem    | Certificação                                                                |   |
| Ano  | Álbum | Melhor Posição |                |                |                |                |                |                |                | Vendagem    | Certificação                                                                |   |

### Não-Lançados
| Ano    | Álbum                                                                                           |
| ------ | ----------------------------------------------------------------------------------------------- |
| (1973) | A Kick in the Head is Worth Eight in the Pants - Lançamento Previsto: Fim de 1973 - Formato: LP |

### Álbuns ao vivo
| Ano  | Álbum | Melhor Posição | Melhor Posição | Melhor Posição | Melhor Posição | Melhor Posição | Melhor Posição | Melhor Posição | Melhor Posição | Vendagem   | Certificação                                                               |
| Ano  | Álbum | RUN            | EUA            | ALE            | AUS            | CAN            | ESP            | ITA            | Outras         | Vendagem   | Certificação                                                               |
| ---- | --- | -------------- | -------------- | -------------- | -------------- | -------------- | -------------- | -------------- | -------------- | ---------- | -------------------------------------------------------------------------- |
| 1977 | Here at Last... Bee Gees... Live - Lançamento: Maio de 1977 - Formato: 2xLP, CD (1990) - Gravadora: RSO Records  | —              | 8              | 44             | 8              | 5              | 2              | 36             | 1              | 4.600.000+ | RIANZ: 3× Platina RIAA: Platina ARIA: Platina Outras Certificações...      |
| 1998 | One Night Only - Lançamento: 7 de Setembro de 1998 - Formato: CD, 2xCD (1999) - Gravadora: Universal Music Group | 4              | 72             | 5              | 1              | 62             | 42             | 34             | 1              | 6.000.000+ | RIANZ: 8× Platina ARIA: 4× Platina BPI: 3× Platina Outras Certificações... |

### Álbuns de compilação
| Ano  | Álbum | Melhor Posição | Melhor Posição | Melhor Posição | Melhor Posição | Melhor Posição | Melhor Posição | Melhor Posição | Melhor Posição | Vendagem   | Certificação                                                                   |
| Ano  | Álbum | RUN            | EUA            | ALE            | AUS            | CAN            | ESP            | ITA            | Outras         | Vendagem   | Certificação                                                                   |
| ---- | --- | -------------- | -------------- | -------------- | -------------- | -------------- | -------------- | -------------- | -------------- | ---------- | ------------------------------------------------------------------------------ |
| 1968 | Rare, Precious and Beautiful - Lançamento: Março de 1968 - Formato: LP - Gravadora: Polydor / Atco Records - Descrição: O 1º de 3 LPs que compilavam a era australiana.                                   | —              | 99             | 15             | —              | 26             | —              | —              | 19             | 200.000+   | —                                                                              |
| 1968 | Rare, Precious and Beautiful, Volume 2 - Lançamento: Novembro de 1968 - Formato: LP - Gravadora: Polydor / Atco Records - Descrição: O 2º de 3 LPs que compilavam a era australiana.                      | —              | 100            | —              | —              | 84             | —              | —              | —              | 300.000+   | —                                                                              |
| 1969 | Rare, Precious and Beautiful, Volume 3 - Lançamento: Fevereiro de 1969 (não nos EUA) - Formato: LP - Gravadora: Polydor - Descrição: O 3º de 3 LPs que compilavam a era australiana.                      | —              | —              | —              | —              | —              | —              | —              | —              | 20.000+    | —                                                                              |
| 1969 | Best of Bee Gees - Lançamento: Junho de 1969 - Formato: LP, CD (1989/2009) - Gravadora: Polydor - Descrição: Inclui singles de 1966 à 1969.                                                               | 7              | 9              | 26             | 6              | 5              | 10             | 11             | 8              | 4.000.000+ | Music Canada: 2× Platina ARIA: 2× Ouro RISA: 2× Ouro Outras certificações...   |
| 1973 | Best of Bee Gees, Volume 2 - Lançamento: Junho de 1973 - Formato: LP, K7 (1978), CD (1989/2009) - Gravadora: Polydor, RSO Records - Descrição: As melhores canções de 1970 a 1973.                        | —              | 98             | —              | 17             | —              | —              | —              | —              | 1.300.000+ | BPI: Prata Music Canada: Platina                                               |
| 1976 | Bee Gees Gold - Lançamento: Novembro de 1976 (EUA/JAP) - Formato: 2xLP - Gravadora: RSO Records - Descrição: Coletânea comemorando os 10 anos de carreira.                                                | —              | 50             | —              | —              | 27             | —              | —              | —              | 1.300.000+ | RIAA: Ouro Music Canada: Ouro                                                  |
| 1979 | Bee Gees Greatest - Lançamento: Outubro de 1979 - Formato: 2xLP, 2xK7, 2xCD (1987), 2xCD (com bônus) (2007) - Gravadora: RSO Records - Descrição: Melhores canções da era disco.                          | 6              | 1              | 43             | 1              | —              | 3              | 34             | 2              | 6.500.000+ | RIAA: 2× Platina BPI: Platina Music Canada: 2× Platina Outras Certificações... |
| 1990 | Tales from the Brothers Gibb: A History in Song, 1967-1990 - Lançamento: Novembro de 1990 - Formato: 6xLP, 4xK7, 4xCD - Gravadora: Polydor - Descrição: Antologia de singles dos Bee Gees de 1967 a 1990. | —              | —              | —              | —              | —              | —              | —              | —              | s.d.       | —                                                                              |
| 1990 | The Very Best of the Bee Gees - Lançamento: Novembro de 1990 - Formato: LP, K7, CD - Gravadora: Polydor - Descrição: Versão compacta da antologia Tales.                                                  | 6              | —              | 9              | 7              | 42             | —              | 30             | 2              | 5.000.000+ | RIANZ: 4× Platina BPI: 3× Platina BVMI: 2× Platina Outras Certificações...     |
| 2001 | Their Greatest Hits: The Record - Lançamento: Novembro de 2001 - Formato: 2xCD - Gravadora: Universal Music Group - Descrição: Guia de referência dos sucessos do grupo.                                  | 5              | 49             | 10             | 2              | 32             | 20             | 18             | 1              | 6.100.000+ | RIANZ: 8× Platina ARIA: 3× Platina BPI: 3× Platina Outras Certificações...     |

| Nome                  | Lançamento       | Cópias vendidas pelo mundo | Observações |
| --------------------- | ---------------- | -------------------------- | --- |
| Number Ones           | Novembro de 2004 | 2,2 milhões                | Dezoito sucessos mais Man in the Middle, um tributo à Maurice Gibb.                                                                                                 |
| Love Songs            | Novembro de 2005 | Indef.                     | Vinte faixas românticas, incluindo a inédita Lovers and Friends, com Ronan Keating.                                                                                 |
| The Ultimate Bee Gees | Novembro de 2009 | Indef.                     | Disco duplo: um de músicas dançantes e outro de românticas. Edição deluxe inclui DVD com clipes.                                                                    |
| Mythology             | 2010             | Indef.                     | Disco quádruplo, cada um com músicas cantadas por um irmão Gibb, incluindo Andy Gibb. Conta ainda com mais 3 canções inéditas nas vozes de Maurice Gibb e Andy Gibb |

### Trilhas sonoras
| Ano  | Álbum | Melhor Posição | Melhor Posição | Melhor Posição | Melhor Posição | Melhor Posição | Melhor Posição | Melhor Posição | Melhor Posição | Vendagem    | Certificação                                                                 |
| Ano  | Álbum | RUN            | EUA            | ALE            | AUS            | CAN            | ESP            | ITA            | Outras         | Vendagem    | Certificação                                                                 |
| ---- | --- | -------------- | -------------- | -------------- | -------------- | -------------- | -------------- | -------------- | -------------- | ----------- | ---------------------------------------------------------------------------- |
| 1971 | Melody: Quando Brota o Amor (Melody OST) - Lançamento: Maio de 1971 - Formato: LP, K7 (1979), CD (2005) - Gravadora: Polydor                                                  | —              | —              | —              | —              | —              | —              | —              | 1              | 250.000+    | —                                                                            |
| 1976 | Alucinados do Som e da Guerra (All This and World War II OST) - Lançamento: 5 de Novembro de 1976 - Formato: 2xLP - Gravadora: Warner Music Group (Riva)                      | 23             | —              | —              | —              | —              | —              | —              | —              | (?)         | —                                                                            |
| 1977 | Os Embalos de Sábado à Noite (Saturday Night Fever OST) - Lançamento: Dezembro de 1977 - Formato: 2xLP, LP (só 8 faixas), K7, 2xCD (1987), CD (1995) - Gravadora: RSO Records | 1              | 1              | 1              | 1              | 1              | 1              | 1              | 1              | 42.000.000+ | RIAA: 15× Platina ARIA: 11× Platina BVMI: 3× Platina Outras Certificações... |
| 1978 | Sgt. Pepper's Lonely Hearts Club Band OST - Lançamento: 23 de Julho de 1978 - Formato: 2xLP, 2xCD (1998) - Gravadora: RSO Records                                             | 38             | 5              | 29             | —              | 2              | 2              | 10             | 18             | 2.000.000+  | Music Canada: Platina IFPI HK: Ouro                                          |
| 1983 | Os Embalos de Sábado Continuam (Staying Alive OST) - Lançamento: Junho de 1983 - Formato: LP, CD - Gravadora: RSO Records                                                     | 14             | 6              | 8              | —              | 10             | 6              | 2              | 1              | 4.500.000+  | RIAA: Platina Music Canada: Platina SNEP: Ouro Outras Certificações...       |

## Vídeos
| Nome                    | Lançamento                                     | Descrição                                                                                | Cópias Vendidas pelo mundo |
| ----------------------- | ---------------------------------------------- | ---------------------------------------------------------------------------------------- | -------------------------- |
| One For All Tour        | Abril de 1991 (VHS) Janeiro de 1998 (DVD)      | Concerto em Melbourne, 17 e 18 de Novembro de 1989                                       |                            |
| Keppel Road             | 1997 (VHS) 2004 (DVD)                          | Documentário sobre a história da banda                                                   |                            |
| One Night Only          | Novembro de 1998 (VHS) Fevereiro de 1999 (DVD) | Concerto em Las Vegas, 14 de Novembro de 1997                                            |                            |
| This is Where I Came In | Junho de 2001                                  | Mais uma biografia dos Bee Gees, contada por si próprios                                 |                            |
| Live By Request         | Janeiro de 2002                                | Apresentação na A&E                                                                      |                            |
| Ultimate                | Novembro de 2009                               | Coletânea dos melhores Videos-Clips dos Bee Gees de 1967 à 1997                          |                            |
| In Our Own Time         | Novembro de 2010                               | Biografia contada através de seus sucessos, entrevistas, e marca o retorno dos Bee Gees. |                            |

## Singles
| Ano  | Lado A Lado B | Álbum                                            | Melhor Posição | Melhor Posição | Melhor Posição | Melhor Posição | Melhor Posição | Melhor Posição | Melhor Posição | Melhor Posição | Melhor Posição | Melhor Posição | Melhor Posição | Certificações |
| Ano  | Lado A Lado B | Álbum                                            | AUS            | RUN            | EUA            | ALE            | BRA            | CAN            | FRA            | ITA            | PBX            | SUI            | Outros         | Certificações |
| ---- | --- | ------------------------------------------------ | -------------- | -------------- | -------------- | -------------- | -------------- | -------------- | -------------- | -------------- | -------------- | -------------- | -------------- | ------------- |
| 1963 | "The Battle of the Blue and the Grey" (AUS) "The Three Kisses of Love"                                            | —                                                | 98             | —              | —              | —              | —              | —              | —              | —              | —              | —              | —              | —             |
| 1963 | "Timber!" (AUS) "Take Hold of That Star"                                                                          | The Bee Gees Sing and Play 14 Barry Gibb Songs   | 75             | —              | —              | —              | —              | —              | —              | —              | —              | —              | —              | —             |
| 1964 | "Peace of Mind" (AUS) "Don't Say Goodbye"                                                                         | The Bee Gees Sing and Play 14 Barry Gibb Songs   | —              | —              | —              | —              | —              | —              | —              | —              | —              | —              | —              | —             |
| 1964 | "Claustrophobia" (AUS) "Could It Be"                                                                              | The Bee Gees Sing and Play 14 Barry Gibb Songs   | —              | —              | —              | —              | —              | —              | —              | —              | —              | —              | —              | —             |
| 1964 | "Turn Around, Look at Me" (AUS) "Theme from 'The Travels of Jaimie McPheeters'"                                   | —                                                | 94             | —              | —              | —              | —              | —              | —              | —              | —              | —              | —              | —             |
| 1965 | "House without Windows" (com Trevor Gordon) (AUS) "And I'll Be Happy"                                             | —                                                | —              | —              | —              | —              | —              | —              | —              | —              | —              | —              | —              | —             |
| 1965 | "Every Day I Have to Cry" (AUS) "You Wouldn't Know"                                                               | The Bee Gees Sing and Play 14 Barry Gibb Songs   | —              | —              | —              | —              | —              | —              | —              | —              | —              | —              | —              | —             |
| 1965 | "Wine and Women" (AUS) "Follow the Wind"                                                                          | The Bee Gees Sing and Play 14 Barry Gibb Songs   | 47             | —              | —              | —              | —              | —              | —              | —              | —              | —              | —              | —             |
| 1965 | "I Was a Lover, a Leader of Men" (AUS) "And the Children Laughing"                                                | The Bee Gees Sing and Play 14 Barry Gibb Songs   | 85             | —              | —              | —              | —              | —              | —              | —              | —              | —              | —              | —             |
| 1966 | "I Want Home" (AUS) "Cherry Red"                                                                                  | —                                                | —              | —              | —              | —              | —              | —              | —              | —              | —              | —              | —              | —             |
| 1966 | "Monday's Rain" (AUS) "All of My Life"                                                                            | Spicks and Specks                                | —              | —              | —              | —              | —              | —              | —              | —              | —              | —              | —              | —             |
| 1966 | "Monday's Rain" (AUS) [REEDIÇÃO] "Playdown"                                                                       | Spicks and Specks                                | —              | —              | —              | —              | —              | —              | —              | —              | —              | —              | —              | —             |
| 1966 | "Spicks and Specks" (AUS) "I Am the World"                                                                        | Spicks and Specks                                | 5              | —              | —              | —              | —              | —              | —              | —              | —              | —              | —              | —             |
| 1967 | "Born a Man" (AUS) "Big Chance"                                                                                   | Spicks and Specks                                | 86             | —              | —              | —              | —              | —              | —              | —              | —              | —              | —              | —             |
| Ano  | Lado A Lado B | Álbum                                            | Melhor Posição | Melhor Posição | Melhor Posição | Melhor Posição | Melhor Posição | Melhor Posição | Melhor Posição | Melhor Posição | Melhor Posição | Melhor Posição | Melhor Posição | Certificações |
| Ano  | Lado A Lado B | Álbum                                            | AUS            | RUN            | EUA            | ALE            | BRA            | CAN            | FRA            | ITA            | PBX            | SUI            | Outros         | Certificações |
| 1967 | "Spicks and Specks" [LANÇAMENTO INTERNACIONAL] "I Am the World"                                                   | Spicks and Specks                                | —              | —              | —              | 28             | —              | —              | —              | —              | 2              | —              | 1              | —             |
| 1967 | "New York Mining Disaster 1941" Close Another Door" ou "I Can't See Nobody" (EUR/JAP)                             | Bee Gees' 1st                                    | 11             | 12             | 14             | 10             | —              | 34             | 31             | —              | 4              | —              | 3              | —             |
| 1967 | "To Love Somebody" I Can't See Nobody" ou "Close Another Door" (EUR/JAP)                                          | Bee Gees' 1st                                    | 6              | 41             | 17             | 19             | —              | 9              | 63             | —              | 13             | —              | 8              | —             |
| 1967 | "Holiday" (não no RUN) "Every Christian Lion..." ou "Red Chair, Fade Away" (EUR)                                  | Bee Gees' 1st                                    | —              | —              | 16             | —              | —              | 18             | 18             | —              | 3              | —              | 10             | —             |
| 1967 | "Massachusetts" Barker of the UFO" ou "Sir Geoffrey..." (Am.) ou "Holiday" (JAP)                                  | Horizontal                                       | 2              | 1              | 11             | 1              | 9              | 1              | 4              | 5              | 1              | 2              | 1              | —             |
| 1967 | "World" (não nos EUA) "Sir Geoffrey..." ou "Holiday" (ESP/ITA) ou "Horizontal" (IUG)                              | Horizontal                                       | 6              | 9              | —              | 1              | —              | —              | 20 24          | 10             | 1              | 2              | 2              | —             |
| 1968 | "Words" Sinking Ships"                                                                                            | —                                                | 13             | 8              | 15             | 1              | —              | 4              | 9              | 11             | 1              | 1              | 4              | —             |
| 1968 | "And the Sun Will Shine" (FRA) "Really and Sincerely"                                                             | Horizontal                                       | —              | —              | —              | —              | —              | —              | 66             | —              | —              | —              | —              | —             |
| 1968 | "Jumbo" The Singer Sang His Song"                                                                                 | —                                                | 20             | 25             | 57             | 5              | —              | 16 23          | 25             | —              | 3              | 4              | 9              | —             |
| 1968 | "I've Gotta Get a Message to You" Kitty Can"                                                                      | Idea                                             | 3              | 1              | 8              | 3              | —              | 3              | 22             | —              | 3              | 6              | 2              | —             |
| 1968 | "I Started a Joke" (não no RUN) "Kilburn Towers" ou "Swan Song" (FRA) ou "When the..." (AFS)                      | Idea                                             | 1              | —              | 6              | —              | 1              | 1              | 4              | 19             | 3              | 5              | 1              | —             |
| 1969 | "First of May" Lamplight"                                                                                         | Odessa                                           | 15             | 6              | 37             | 3              | 7              | 14             | 11             | 22             | 2              | 4              | 4              | —             |
| 1969 | "Tomorrow Tomorrow" Sun in My Morning"                                                                            | —                                                | 28             | 23             | 54             | 6              | 4              | 19             | —              | 24             | 3              | 6              | 1              | —             |
| 1969 | "Marley Purt Drive" (EUA) "Suddenly" / "Sound of Love"                                                            | Odessa                                           | —              | —              | —              | —              | —              | —              | —              | —              | —              | —              | —              | —             |
| 1969 | "Don't Forget to Remember" The Lord" ou "I Lay Down and Die" (CAN)                                                | Cucumber Castle                                  | 10             | 2              | 73             | 9              | 18             | 39             | 41             | —              | 1              | 2              | 1              | —             |
| 1970 | "Let There Be Love" (BEL/PBX) "Really and Sincerely"                                                              | (Idea)                                           | —              | —              | —              | —              | —              | —              | —              | —              | 16             | —              | —              | —             |
| 1970 | "Cherry Red" (BRA) "Take Hold of that Star"                                                                       | —                                                | —              | —              | —              | —              | 5              | —              | —              | —              | —              | —              | —              | —             |
| 1970 | "If Only I Had My Mind on Something Else" Sweetheart" (EUA/CAN) ou "Then You Left Me" (AUS/NZL)                   | Cucumber Castle                                  | —              | —              | 94             | —              | —              | —              | —              | —              | —              | —              | —              | —             |
| 1970 | "I.O.I.O." Sweetheart" ou "Then You Left Me" (EUA/CAN)                                                            | Cucumber Castle                                  | 14             | 49             | 94             | 6              | 10             | —              | —              | 12             | 9              | —              | 3              | —             |
| Ano  | Lado A Lado B | Álbum                                            | Melhor Posição | Melhor Posição | Melhor Posição | Melhor Posição | Melhor Posição | Melhor Posição | Melhor Posição | Melhor Posição | Melhor Posição | Melhor Posição | Melhor Posição | Certificações |
| Ano  | Lado A Lado B | Álbum                                            | AUS            | RUN            | EUA            | ALE            | BRA            | CAN            | FRA            | ITA            | PBX            | SUI            | Outros         | Certificações |
| 1970 | "Lonely Days" Man for All Seasons"                                                                                | 2 Years On                                       | 9              | 33             | 3              | 25             | 2              | 1              | 48             | —              | 3              | —              | 3              | —             |
| 1971 | "How Can You Mend a Broken Heart" (não em ISR) "Country Woman"                                                    | Trafalgar                                        | 3              | —              | 1              | —              | 1              | 1              | —              | 24             | 16             | —              | 2              | —             |
| 1971 | "Israel" (ISR) "How Can You Mend a Broken Heart"                                                                  | Trafalgar                                        | —              | —              | —              | —              | —              | —              | —              | —              | —              | —              | —              | —             |
| 1971 | "Melody Fair" (RUN/VEN/JAP) "In the Morning" ou "First of May" (JAP)                                              | Melody [OST]                                     | —              | —              | —              | —              | —              | —              | —              | —              | —              | —              | 3              | —             |
| 1971 | "When the Swallows Fly" Give Your Best"                                                                           | (Idea)                                           | —              | —              | —              | —              | —              | —              | —              | —              | 20             | —              | —              | —             |
| 1971 | "In the Morning" (JAP) "To Love Somebody"                                                                         | Melody [OST]                                     | —              | —              | —              | —              | —              | —              | —              | —              | —              | —              | 36             | —             |
| 1971 | "Don't Wanna Live Inside Myself" Walking Back to Waterloo"                                                        | Trafalgar                                        | —              | —              | 53             | —              | —              | —              | —              | —              | 29             | —              | —              | —             |
| 1972 | "My World" On Time"                                                                                               | —                                                | 3              | 16             | 16             | 41             | 5              | 11             | —              | 2              | 8              | —              | 1              | —             |
| 1972 | "Israel" (BEL/PBX/SUI/VEN) "Dearest"                                                                              | Trafalgar                                        | —              | —              | —              | —              | —              | —              | —              | —              | 22             | —              | —              | —             |
| 1972 | "Run to Me" Road to Alaska"                                                                                       | To Whom It May Concern                           | 3              | 9              | 16             | —              | 2              | 6              | 85             | 5              | 27             | —              | 5              | —             |
| 1972 | "Sea of Smiling Faces" (JAP) "Please Don't Turn Out the Lights"                                                   | To Whom It May Concern                           | —              | —              | —              | —              | —              | —              | —              | —              | —              | —              | —              | —             |
| 1972 | "Alive" Paper Mache, Cabbages and Kings"                                                                          | To Whom It May Concern                           | 45             | —              | 34             | —              | —              | 28             | —              | —              | 15             | —              | —              | —             |
| 1973 | "Saw a New Morning" My Life Has Been a Song"                                                                      | Life in a Tin Can                                | 38             | —              | 94             | —              | —              | —              | —              | 20             | —              | —              | 1              | —             |
| 1973 | "My Life Has Been a Song" (BRA) "Method to My Madness"                                                            | Life in a Tin Can                                | —              | —              | —              | —              | —              | —              | —              | —              | —              | —              | —              | —             |
| 1973 | "Wouldn't I Be Someone" [BRA: lados trocados] "Elisa" ou "King and Country" (ALE)                                 | (A Kick in the Head Is Worth Eight in the Pants) | 52             | —              | —              | —              | 20             | —              | —              | 17             | —              | —              | 1              | —             |
| Ano  | Lado A Lado B | Álbum                                            | Melhor Posição | Melhor Posição | Melhor Posição | Melhor Posição | Melhor Posição | Melhor Posição | Melhor Posição | Melhor Posição | Melhor Posição | Melhor Posição | Melhor Posição | Certificações |
| Ano  | Lado A Lado B | Álbum                                            | AUS            | RUN            | EUA            | ALE            | BRA            | CAN            | FRA            | ITA            | PBX            | SUI            | Outros         | Certificações |
| 1974 | "Mr. Natural" It Doesn't Matter Much to Me"                                                                       | Mr. Natural                                      | 11             | —              | 93             | —              | —              | —              | —              | —              | —              | —              | —              | —             |
| 1974 | "Throw a Penny" (EUA/CAN/JAP/AUS/NZL) "I Can't Let You Go"                                                        | Mr. Natural                                      | —              | —              | —              | —              | —              | 34 AC          | —              | —              | —              | —              | —              | —             |
| 1974 | "Charade" Heavy Breathing"                                                                                        | Mr. Natural                                      | —              | —              | —              | —              | —              | 32             | —              | —              | —              | —              | 7              | —             |
| 1975 | "Jive Talkin'" Wind of Change" ou "Come on Over" (Am. N) ou "Fanny..." (TUR)                                      | Main Course                                      | 14             | 5              | 1              | 20             | 9              | 1              | —              | —              | 23             | —              | 4              | —             |
| 1975 | "Nights on Broadway" Edge of the Universe"                                                                        | Main Course                                      | 67             | —              | 7              | 17             | —              | 2              | —              | —              | 8              | —              | 14             | —             |
| 1976 | "Fanny (Be Tender with My Love)" Country Lanes" ou "Nights on Broadway" (ITA)                                     | Main Course                                      | 61             | —              | 12             | 42             | —              | 2              | —              | —              | —              | —              | 7              | —             |
| 1976 | "You Should Be Dancing" Subway"                                                                                   | Children of the World                            | 20             | 5              | 1              | 16             | 2              | 1              | 24             | 7              | 17             | —              | 4              | —             |
| 1976 | "Love So Right" [FRA: lados trocados] "You Stepped into My Life"                                                  | Children of the World                            | 28             | 41             | 3              | 38             | 5              | 2              | —              | —              | —              | —              | 14             | —             |
| 1977 | "Boogie Child" (não no RUN) "Lovers" ou "Love So Right" (AUS)                                                     | Children of the World                            | —              | —              | 12             | —              | —              | 9              | —              | 37             | —              | —              | 13             | —             |
| 1977 | "Children of the World" (AUS/RUN) "Boogie Child" ou "Lovers" (AUS)                                                | Children of the World                            | 84             | —              | —              | —              | —              | —              | —              | —              | —              | —              | —              | —             |
| 1977 | "Edge of the Universe (ao vivo)" "Words (ao vivo)"                                                                | Here at Last... Bee Gees... Live                 | —              | —              | 26             | —              | —              | 16             | —              | —              | —              | —              | 19             | —             |
| 1977 | "Lonely Days (ao vivo)" (RELANÇADO só nos EUA) "Words (ao vivo)"                                                  | Here at Last... Bee Gees... Live                 | —              | —              | —              | —              | —              | —              | —              | —              | —              | —              | —              | —             |
| 1977 | "How Deep Is Your Love?" Can't Keep a Good Man Down [ao vivo]"                                                    | Saturday Night Fever [OST]                       | 3              | 3              | 1              | 21             | 1              | 1              | 1              | —              | 15             | —              | 1              | —             |
| 1977 | "Stayin' Alive" If I Can't Have You"                                                                              | Saturday Night Fever [OST]                       | 1              | 4              | 1              | 1              | 1              | 1              | 1              | 1              | 1              | 2              | 1              | —             |
| 1978 | "Night Fever" Down the Road [ao vivo]"                                                                            | Saturday Night Fever [OST]                       | 7              | 1              | 1              | 2              | 1              | 1              | 31             | 5              | 3              | 3              | 1              | —             |
| 1978 | "More than a Woman" (AUS/ITA/NZL/PER/POR) "Children of the World"                                                 | Saturday Night Fever [OST]                       | 31             | —              | —              | —              | —              | 29             | —              | 4              | —              | —              | —              | —             |
| 1978 | "Sgt. Pepper's.../With a Little..." (com P. Frampton) (SUE) "Sgt. Pepper's.../With a Little Help from My Friends" | Sgt. Pepper's Lonely Hearts Club Band            | —              | —              | —              | —              | —              | —              | —              | —              | —              | —              | —              | —             |
| 1978 | "Too Much Heaven" Rest Your Love on Me"                                                                           | Spirits Having Flown                             | 5              | 3              | 1              | 10             | 1              | 1              | 2              | 1              | 2              | 5              | 1              | —             |
| 1979 | "Tragedy" Until"                                                                                                  | Spirits Having Flown                             | 2              | 1              | 1              | 2              | 1              | 1              | 1              | 1              | 4              | 2              | 1              | —             |
| 1979 | "Love You Inside Out" I'm Satisfied"                                                                              | Spirits Having Flown                             | 77             | 13             | 1              | 21             | 9              | 1              | 39             | 17             | 35             | —              | 3              | —             |
| 1979 | "Reaching Out" (CHL) "Spirits (Having Flown)"                                                                     | Spirits Having Flown                             | —              | —              | —              | —              | —              | —              | —              | —              | —              | —              | 4              | —             |
| 1979 | "Spirits (Having Flown)" (não na Am.) "Wind of Change"                                                            | Bee Gees' Greatest                               | —              | 16             | —              | —              | —              | —              | —              | —              | 35             | —              | 14             | —             |
| Ano  | Lado A Lado B | Álbum                                            | Melhor Posição | Melhor Posição | Melhor Posição | Melhor Posição | Melhor Posição | Melhor Posição | Melhor Posição | Melhor Posição | Melhor Posição | Melhor Posição | Melhor Posição | Certificações |
| Ano  | Lado A Lado B | Álbum                                            | AUS            | RUN            | EUA            | ALE            | BRA            | CAN            | FRA            | ITA            | PBX            | SUI            | Outros         | Certificações |
| 1981 | "He's a Liar" He's a Liar [Instrumental]"                                                                         | Living Eyes                                      | 38             | —              | 30             | 68             | —              | 33             | 12             | 5              | 12             | —              | 6              | —             |
| 1981 | "Living Eyes" I Still Love You"                                                                                   | Living Eyes                                      | —              | —              | 45             | 58             | —              | —              | —              | —              | —              | —              | 7              | —             |
| 1982 | "Paradise" (ALE/JAP) "Wildflower" (ALE) ou "Nothing Could Be Good" (JAP)                                          | Living Eyes                                      | —              | —              | —              | —              | —              | —              | —              | —              | —              | —              | —              | —             |
| 1983 | "The Woman in You" Stayin' Alive" ou "Saturday Night Mix"                                                         | Staying Alive [OST]                              | 73             | 81             | 24             | 23             | —              | —              | 23             | —              | 21             | —              | 2              | —             |
| 1983 | "Someone Belonging to Someone" I Love You Too Much"                                                               | Staying Alive [OST]                              | —              | 49             | 49             | 55             | —              | —              | —              | —              | —              | 24             | 23             | —             |
| 1984 | "Life Goes On" (JAP) "Breakout"                                                                                   | Staying Alive [OST]                              | —              | —              | —              | —              | —              | —              | —              | —              | —              | —              | —              | —             |
| 1986 | "We're the Bunburys" (RUN) "Chapter One: 'Record Breakers'"                                                       | The Bunbury Tails                                | —              | —              | —              | —              | —              | —              | —              | —              | —              | —              | —              | —             |
| 1987 | "You Win Again" Backtafunk"                                                                                       | E.S.P                                            | 10             | 1              | 75             | 1              | —              | —              | 26             | 8              | 5              | 1              | 1              | —             |
| 1987 | "E.S.P" Overnight"                                                                                                | E.S.P                                            | 89             | 51             | —              | 13             | —              | —              | —              | —              | 32             | 8              | 12             | —             |
| 1988 | "Crazy for Your Love" (RUN/ALE) "You Win Again" / "Giving up the Ghost" (no 12")                                  | E.S.P                                            | —              | —              | —              | —              | —              | —              | —              | —              | —              | —              | —              | —             |
| 1988 | "Angela" (ALE/SUI) "You Win Again" / "Live or Die (Hold Me Like a Child)" (no 12")                                | E.S.P                                            | —              | —              | —              | 52             | —              | —              | —              | —              | —              | —              | —              | —             |
| 1989 | "Ordinary Lives" (EUR) "Wing and a Prayer"                                                                        | One                                              | —              | 54             | —              | 8              | —              | —              | 49             | —              | 23             | 9              | 19             | —             |
| 1989 | "One" Flesh and Blood" / "Wing and a Prayer" (AME)                                                                | One                                              | —              | 71             | 7              | 37             | 8              | 11             | —              | —              | —              | —              | 7              | —             |
| 1989 | "Tokyo Nights" (EUR) "Will You Ever Let Me"                                                                       | One                                              | —              | —              | —              | —              | —              | —              | —              | —              | —              | —              | —              | —             |
| 1990 | "Wish You Were Here" (PROMO BRA)                                                                                  | One                                              | —              | —              | —              | —              | 1              | —              | —              | —              | —              | —              | —              | —             |
| 1990 | "Bodyguard" (EUA/CAN) "Bodyguard"                                                                                 | One                                              | —              | —              | 9 AC           | —              | —              | —              | —              | —              | —              | —              | —              | —             |
| 1991 | "Secret Love" (EUR) "True Confessions"                                                                            | High Civilization                                | —              | 5              | —              | 2              | —              | —              | 80             | —              | 14             | 19             | 2              | —             |
| 1991 | "When He's Gone" (só PROMO nos EUA) "Massachusetts" (ao vivo) / "True Confessions" (EUA)                          | High Civilization                                | —              | —              | —              | —              | —              | —              | —              | —              | —              | —              | —              | —             |
| 1991 | "The Only Love" (EUR) "You Win Again" (live)                                                                      | High Civilization                                | —              | —              | —              | 31             | —              | —              | —              | —              | —              | —              | 27             | —             |
| 1991 | "Happy Ever After" (EUA) "Evolution"                                                                              | High Civilization                                | —              | —              | —              | —              | —              | —              | —              | —              | —              | —              | —              | —             |
| Ano  | Lado A Lado B | Álbum                                            | Melhor Posição | Melhor Posição | Melhor Posição | Melhor Posição | Melhor Posição | Melhor Posição | Melhor Posição | Melhor Posição | Melhor Posição | Melhor Posição | Melhor Posição | Certificações |
| Ano  | Lado A Lado B | Álbum                                            | AUS            | RUN            | EUA            | ALE            | BRA            | CAN            | FRA            | ITA            | PBX            | SUI            | Outros         | Certificações |
| 1993 | "Paying the Price of Love" "My Destiny"                                                                           | Size Isn't Everything                            | —              | 24             | 74             | 36             | —              | 53             | 31             | 33             | 19             | —              | 5              | —             |
| 1993 | "Palavras/Palabros (Words)" (Am. Lat.)                                                                            | Tudo/Todo por Amor                               | —              | —              | —              | —              | 1              | —              | —              | —              | —              | —              | —              | —             |
| 1993 | "For Whom the Bell Tolls" Decadance"                                                                              | Size Isn't Everything                            | —              | 4              | —              | 52             | 5              | —              | —              | —              | 20             | —              | 6              | —             |
| 1993 | "Blue Island" (PROMO ESP)                                                                                         | Size Isn't Everything                            | —              | —              | —              | —              | —              | —              | —              | —              | —              | —              | —              | —             |
| 1994 | "How to Fall in Love, Pt. 1" (ALE/RUN) "Fallen Angel"                                                             | Size Isn't Everything                            | —              | 30             | —              | —              | —              | —              | —              | —              | —              | —              | —              | —             |
| 1994 | "Kiss of Life" (EUR, menos RUN) "855-7019"                                                                        | Size Isn't Everything                            | —              | —              | —              | 51             | —              | —              | —              | —              | —              | —              | —              | —             |
| 1997 | "Alone" Closer than Close" + "Rings Around the Moon" (RUN) / "Stayin' Alive (1996)" (EUA)                         | Still Waters                                     | 7              | 5              | 28             | 6              | 8              | 9              | 4              | —              | 35             | 8              | 1              | —             |
| 1997 | "I Could Not Love You More" (não nos EUA) "Love Never Dies" + "Brit Awards Medley" (ao vivo)                      | Still Waters                                     | —              | 14             | —              | 88             | —              | —              | —              | —              | —              | —              | —              | —             |
| 1997 | "Still Waters (Run Deep)" Obsessions" / "Love Never Dies"                                                         | Still Waters                                     | 99             | 18             | 57             | 79             | —              | —              | —              | —              | —              | —              | —              | —             |
| 1998 | "Ellan Vannin" (PROMO MAN)                                                                                        | —                                                | —              | —              | —              | —              | —              | —              | —              | —              | —              | —              | —              | —             |
| 1998 | "Immortality" (com Céline Dion) "My Heart Will Go On" + "To Love You More"                                        | Let's Talk About Love                            | 38             | 5              | —              | 2              | 1              | 28             | 9              | —              | 28             | 8              | 2              | —             |
| 1998 | "Islands in the Stream" (ao vivo) "Night Fever/More than a Woman"+"Jive Talkin'"+"Words" (ao vivo)                | One Night Only (ao vivo)                         | —              | —              | —              | —              | —              | —              | —              | —              | —              | —              | —              | —             |
| 2001 | "This Is Where I Came In" Just in Case" + "I Will Be There"                                                       | This Is Where I Came In                          | 76             | 18             | —              | 25             | 55             | 53             | 88             | —              | 56             | 41             | 37             | —             |
| 2001 | "Sacred Trust" (PROMO ESP)                                                                                        | This Is Where I Came In                          | —              | —              | —              | —              | —              | —              | —              | —              | —              | —              | —              | —             |
| 2001 | "Emotion" (PROMO JAP) "How Deep Is Your Love"+"Stayin' Alive"+"Melody Fair"+"Night Fever"                         | Their Greatest Hits: The Record                  | —              | —              | —              | —              | —              | —              | —              | —              | —              | —              | —              | —             |
| 2001 | "Heartbreaker" (PROMO) "Emotion" + "Islands in the Stream" + "Immortality"                                        | Their Greatest Hits: The Record                  | —              | —              | —              | —              | —              | —              | —              | —              | —              | —              | —              | —             |
| 2002 | "You Should Be Dancing (Remix)" (PROMO FRA)                                                                       | Their Greatest Hits: The Record                  | —              | —              | —              | —              | —              | —              | —              | —              | —              | —              | —              | —             |
| 2004 | "Man in the Middle" (PROMO)                                                                                       | Number Ones'                                     | —              | —              | —              | —              | —              | —              | —              | —              | —              | —              | —              | —             |
| 2007 | "If I Can't Have You (The Disco Boys Remixes)"                                                                    | Bee Gees Greatest [Expanded]                     | —              | —              | 47 Dance       | 71             | —              | —              | 13             | —              | —              | —              |                | —             |
| Ano  | Lado A Lado B | Álbum                                            | AUS            | RUN            | EUA            | ALE            | BRA            | CAN            | FRA            | ITA            | PBX            | SUI            | Outros         | Certificações |
| Ano  | Lado A Lado B | Álbum                                            | Melhor Posição |                |                |                |                |                |                |                |                |                |                | Certificações |

## Produções para terceiros
Andy Gibb - Flowing Rivers (Set 1977)
- Maio de 1977 - I Just Want To Be Your Everything
- Setembro de 1977 - (Love Is) Thicker Than Water

Projetos diversos
- Junho de 1977 - Save Me, Save Me (por Network)
- Novembro de 1977 - Emotion (por Samantha Sang)
- Maio de 1978 - Grease (por Frankie Valli)

Andy Gibb - Shadow Dancing (Abr 1978)
- Abril de 1978 - Shadow Dancing
- Junho de 1978 - An Everlasting Love
- Setembro de 1978 - (Our Love) Don't Throw It All Away (EUA)
- Setembro de 1978 - Why (RUN)

Andy Gibb - After Dark (Jan 1980)
- Janeiro de 1980 - Desire
- Março de 1980 - I Can't Help It (part. esp. Olivia Newton-John)

Jimmy Ruffin - Sunrise (Mai 1980)
- Fevereiro de 1980 - Hold On (To My Love)
- Julho de 1980 - Night of Love

Barbra Streisand - Guilty (Out 1980)
- Agosto de 1980 - Woman in Love
- Outubro de 1980 - Guilty (part. esp. Barry Gibb)
- Janeiro de 1981 - What Kind of Fool (part. esp. Barry Gibb)
- Maio de 1981 - Promises

Andy Gibb - projetos finais
- Novembro de 1980 - Time is Time
- Fevereiro de 1981 - Me (Without You)
- e outras músicas em 1987, que acabaram não sendo lançadas, devido à morte de Andy em 1988.

Dionne Warwick - Heartbreaker (Out 1982)
- Setembro de 1982 - Heartbreaker
- Novembro de 1982 - All the Love in the World
- Fevereiro de 1983 - Take the Short Way Home (EUA)
- Fevereiro de 1983 - Yours (RUN)

Kenny Rogers - Eyes That See in the Dark (Ago 1983)
- Agosto de 1983 - Islands in the Stream (part. esp. Dolly Parton)
- Dezembro de 1983 - This Woman
- Abril de 1984 - Eyes That See in the Dark (EUA)
- Junho de 1984 - Evening Star

Diana Ross - Eaten Alive (Set 1985)
- Setembro de 1985 - Eaten Alive (part. esp. Michael Jackson)
- Dezembro de 1985 - Chain Reaction
- Abril de 1986 - Experience

Carola Häggkvist - Runaway (Mai 1986)
- Abril de 1986 - The Runaway
- Setembro de 1986 - Brand New Heart

The Bunburys - Bunbury Tails (Set 1992)
- Agosto de 1988 - Fight the Good Fight (por Eric Clapton)
- Setembro de 1992 - Seasons (por No Hat Moon)

Projetos diversos
- Fevereiro de 1993 - Let Me Wake Up in Your Arms (por Lulu)

Barbra Streisand - Guilty Pleasures (Set 2005)
- Setembro de 2005 - Stranger in a Strange Land
- Setembro de 2005 - Night of Love Remixes (12")
- Dezembro de 2005 - Come Tomorrow (part. esp. Barry Gibb)